# Elena Vaskina
Elena Vaskina (născută Șubina; n. 28 septembrie 1974) este o înotătoare rusă, medaliată olimpică. A participat la o ediție a Jocurilor Olimpice (1992) în care a câștigat o medalie de bronz.

## Participări
Lista de mai jos prezintă principalele competiții la care a participat Elena Vaskina de-a lungul carierei.
- swimming at the 1992 Summer Olympics – women's 4 × 100 metre medley relay[*]